# Arminius
Armin (más néven Arminius vagy Hermann, i. e. 17 – i. sz. 21.) a cheruszkok vezére volt, akinek legnagyobb érdemének azt tudják be, hogy a teutoburgi csatában legyőzte a legyőzhetetlennek hitt római sereget.
Az Arminius név a germán Irmin („nagy”) név ellatinosított változata, jelentése – akárcsak a német Hermann-nak – „harcos férfi”. A reformáció alatt Luther Márton előszeretettel alkalmazta a Róma ellen való küzdelem szimbólumaként Arminius figuráját. A nagy német romantika időszakában, a 19. században mitologikus dicsfényt adtak köré, rengeteg festmény és egyéb képzőművészeti alkotás megihletője lett.
Ifjúkorának néhány évét Rómában töltötte túszként, ahol katonai kiképzést és római állampolgárságot kapott.
I. sz. 9-ben a teutoburgi erdőben vívta meg nagy csatáját, ahol szövetségeseivel együtt szétverte és elpusztította Publius Quinctilius Varus római konzul három légiónyi hadát. A katasztrofális vereség után Varus öngyilkosságba menekült. A római támadások abbamaradása után Arminius törzse háborúba keveredett a markomannokkal, és bár ebben sikert ért el, végül saját népe közül valók ölték meg, akik úgy érezték, hatalma túl nagyra nőtt.